# Virtu Ferries
Virtu Ferries jest spółką maltańską założoną w 1988, obsługującą katamaranami połączenia promowe z Malty na Sycylię. Ma spółkę zależną „Venezia Lines”, która prowadzi sezonowe połączenia z Wenecją.

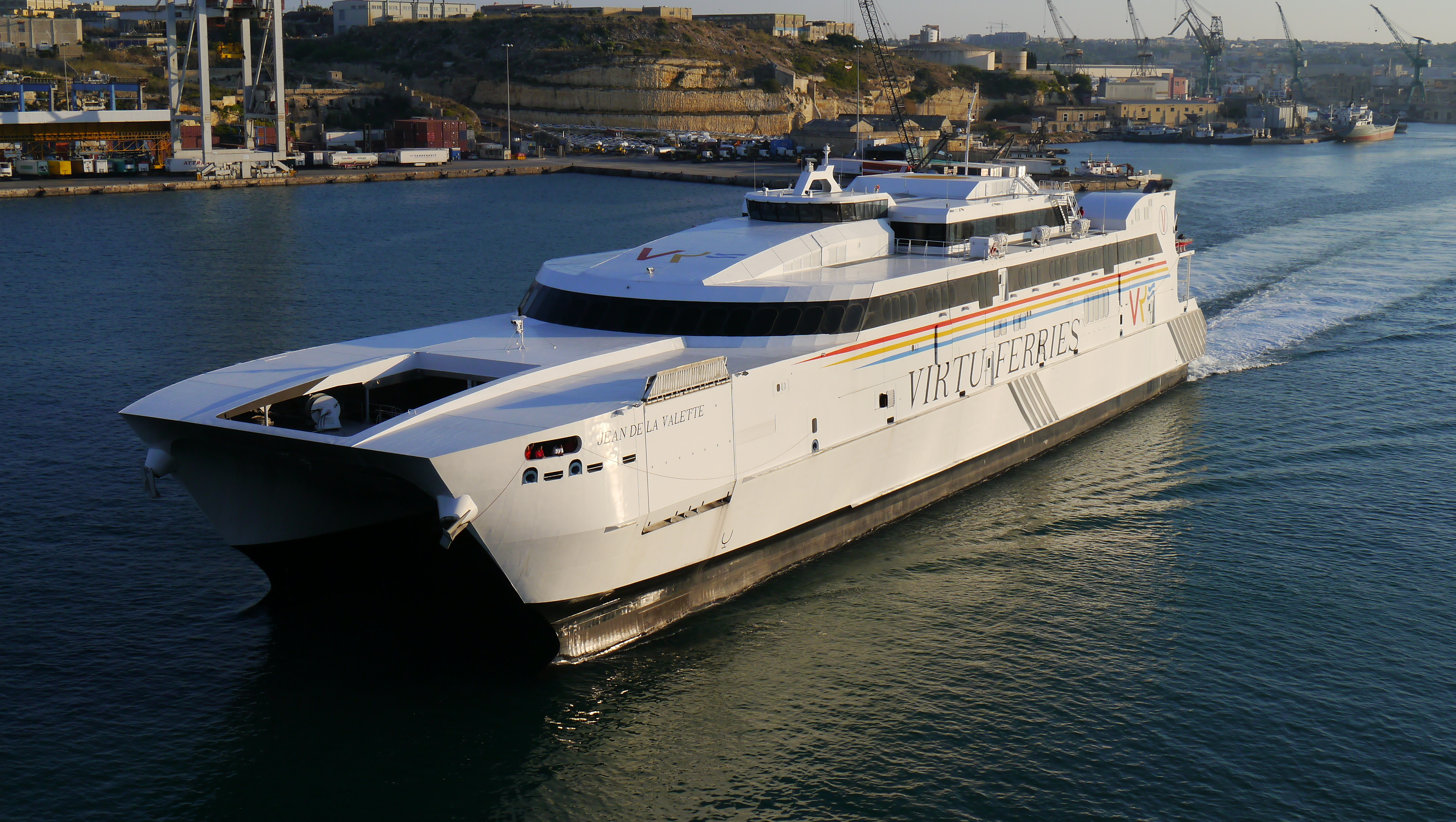
MV „Jean de La Valette”

Firma obsługuje ponad 250 000 pasażerów i 25 000 pojazdów rocznie. W 2010 „Jean de La Valette” zastąpił MV „Maria Dolores” jako okręt flagowy. Obsługuje on trasę Valletta - Pozzallo przez Cieśninę Maltańską, prawie codziennie przez cały rok.
Obecnie Virtu Ferries użytkowuje wyłącznie katamarany. Wszystkie jednostki pływają pod banderą maltańską.
W czerwcu 2021 zostanie uruchomiona usługa promowa na trasie Wielki Port na głównej wyspie a wyspą Gozo (port Mġarr w Għajnsielem).
| Statek               | Długość | Ilość pasażerów | Trasa               | Uwagi                                                                                             |
| -------------------- | ------- | --------------- | ------------------- | ------------------------------------------------------------------------------------------------- |
| „Saint John Paul II” | 110m    | 900             | będzie potwierdzona | (Incat Hull 089) Oczekuje na dostawę. Aktualnie (styczeń 2019) przechodzi próby na rzece Derwent. |
| „Jean de La Valette” | 106,5m  | 800             | Valletta - Pozzallo | Statek flagowy                                                                                    |
| „Maria Dolores”      | 68,4m   | 600             | Tarifa - Tanger     | Wyczarterowany firmie Inter Shipping                                                              |
| „San Frangisk”       | 35,25m  | 317             | trasy Venezia Lines | Eksploatowany przez Venezia Lines                                                                 |
| „San Pawl”           | 35,25m  | 317             | trasy Venezia Lines | Eksploatowany przez Venezia Lines                                                                 |

## Venezia Lines

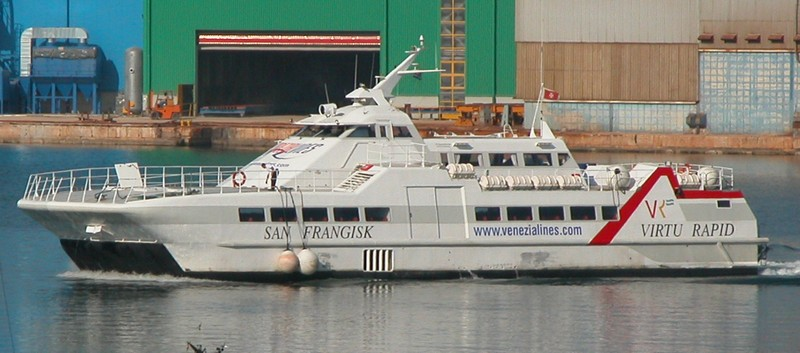
„San Frangisk”

Venezia Lines jest spółką podległą, która obsługuje różne trasy na Adriatyku. Została założona w 2001 i uruchomiła swoją pierwszą trasę w maju 2003. Oferuje sześciomiesięczne usługi sezonowe w okresie od kwietnia do października na następujących trasach na północnym Adriatyku:
- Wenecja - Piran
- Wenecja - Poreč
- Wenecja - Pula
- Wenecja - Rabac
- Wenecja - Rovinj